# Lewistown (Illinois)
Pour les articles homonymes, voir Lewistown.
La ville de Lewistown est le siège du comté de Fulton, dans l'Illinois, aux États-Unis.

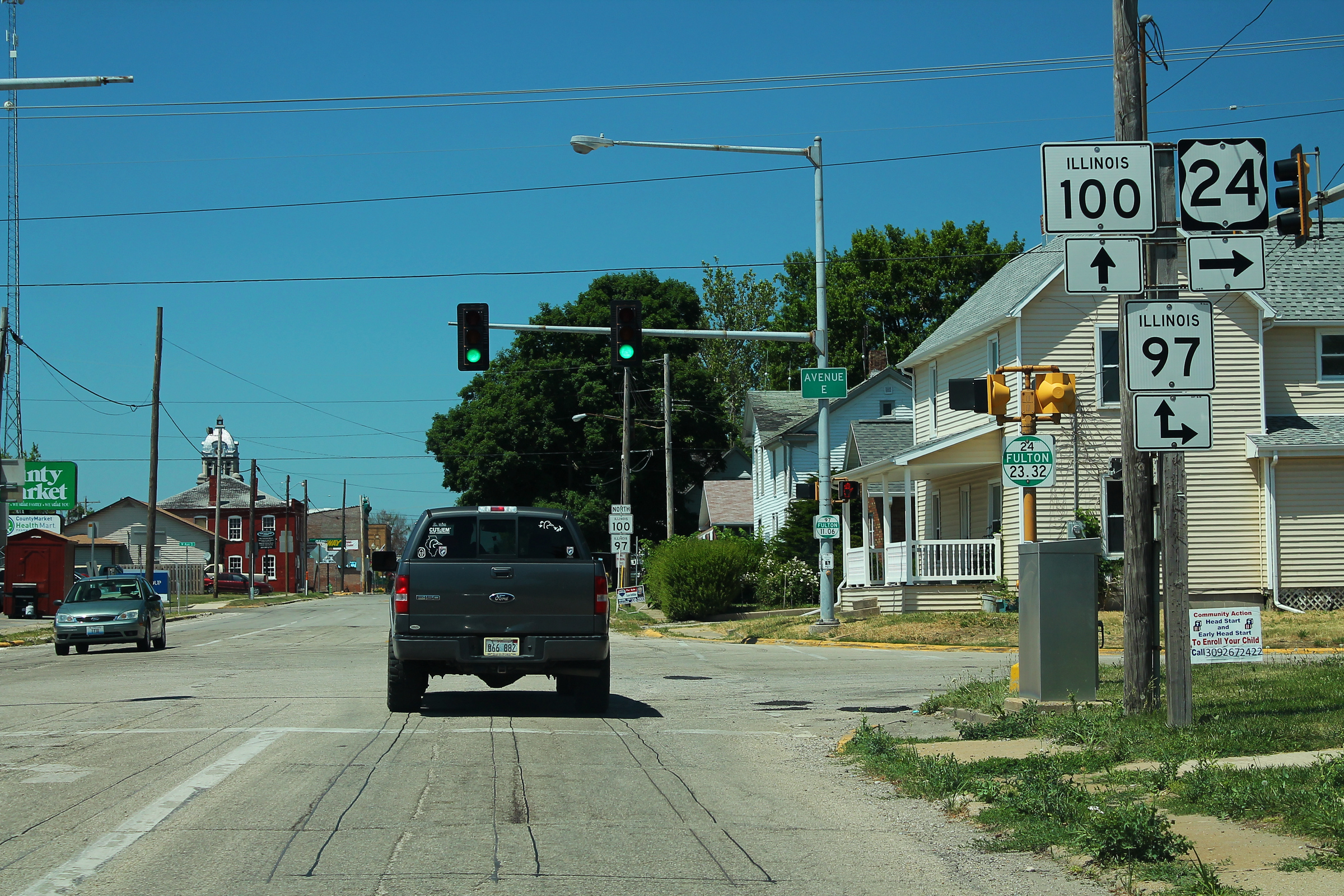
Intersection de US 24, IL 97 et IL 100 au centre-ville de Lewistown